# Frontière entre l'Allemagne et le Luxembourg
 (mars 2025).
La frontière entre l'Allemagne et le Luxembourg suit le cours de la Moselle dans sa partie sud, puis de son affluent la Sûre plus au nord, et enfin de son sous-affluent l'Our dans le Nord. C'est l'une des frontières intérieures de l'espace Schengen.
Cette frontière a la particularité d'être presque intégralement fluviale et d'être gérée sous la forme d'un condominium : la Moselle, la Sure et l'Our sont sous souveraineté conjointe entre les deux pays.

## Tripoints

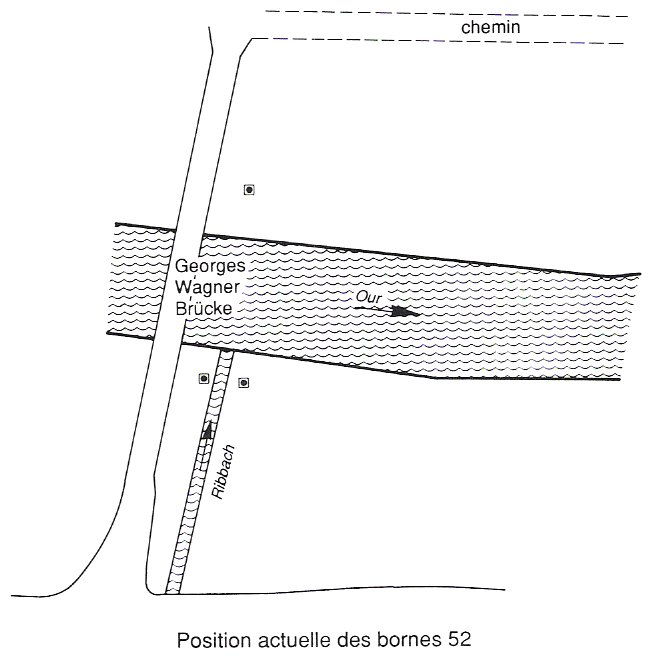

La frontière débute sur la Moselle près de Schengen (Grand-Duché de Luxembourg), Perl (Allemagne) et Apach (France) où sur chaque rive on planta un poteau portant le numéro 1. Par la suite, ils ont été remplacés par des « bornes en granite ».
Elle prend le cours de la Moselle jusqu'au confluent avec la Sûre à Wasserbillig avec le poteau no 10, puis remonte jusqu'au confluent avec l'Our à Wallendorf avec le poteau no 18. La rivière passe à Vianden sur la rive gauche, pour rejoindre son confluent la Ribbach où sur chaque côté sera planté le poteau 52. Cependant, les nouvelles bornes ne se trouvent pas aux mêmes endroits que les anciens poteaux à la suite de la nouvelle frontière avec la Belgique après la Première Guerre mondiale. Les bornes (no 52) sont placées de telle manière que la face marquée L (ou D) est tournée vers le territoire luxembourgeois (ou allemand) et la face marquée LD (DL) vers le territoire commun.
Le tripoint nord se trouve actuellement dans les communes de Sevenig (Allemagne), Burg-Reuland (Belgique) et Clervaux (Luxembourg).

## Les poteaux et les bornes

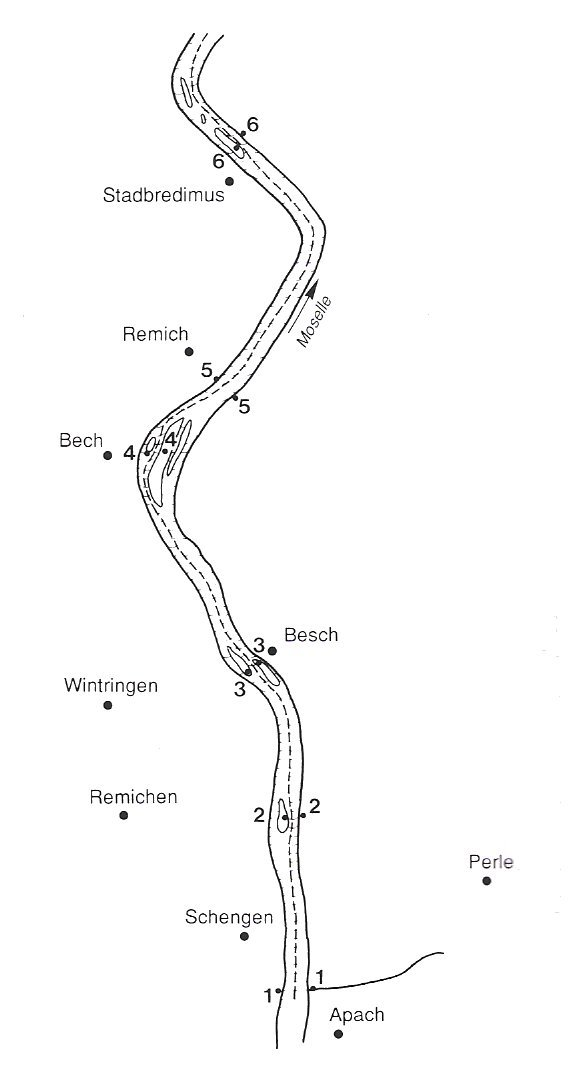

On planta au total 81 poteaux pour marquer la frontière : 20 sur la Moselle (dix sur chaque rive), 17 sur la Sûre (dont 8 sur la rive grand-ducale et neuf sur la rive prussienne). 19 sur l'Our (dix sur la rive grand-ducale et neuf sur la prussienne) et 25 pour marquer la limite de Vianden sur la rive de la Prussienne de l'Our. À cet endroit, trois poteaux sont mis aux deux confluents importants c'est-à-dire la Moselle et Sûre, Sûre et l'Our.
Si bien que sur les 52 numéros utilisés, il y en a 25 pour marquer le territoire aux alentours de Vianden, allant des numéros 22 à 46. La délimitation se termina en 1930 par le cadastre allemand et luxembourgeois où  on plaça les bornes en grès les lettres L et P... Deux autres types de bornes dans cette région qui sont considérées comme « bornes intermédiaires ». L'une  est en grès avec sur les surfaces carrées, le numéro à trois chiffres et les lettres KW qui veut dire Königlichen Wald. Ces pierres ont été placées par l'administration forestière prussienne et servaient à délimiter la forêt nommée Kamerwald. L'autre type de borne en grès possède des numéros en chiffres romains et complètent la délimitation de 1927-1930.

## Le bois et l'humidité

Il est évident que les poteaux de bois, face à l'endroit très humide, avaient une durée de vie aléatoire et leur remplacement par des bornes en pierre fut envisagé. C'est en 1852 qu'un accord concernant un remplacement des poteaux et la vérification de la frontière fut conclu. Au fur et à mesure, on remplaça les poteaux en bois défaillants par de nouveaux poteaux sauf sur la Moselle, où ils furent remplacés par des bornes octogonales. 

## Passages

### Points de passages routiers
Il existe de nombreux points de passages routiers traversant la frontière. Le tableau ci-dessous reprend ceux concernant les routes européennes, du nord vers le sud.
| Route Européenne | Route d'Allemagne | Villes desservies                       | Point de passage | Villes desservies                          | Route du Luxembourg |
| ---------------- | ----------------- | --------------------------------------- | ---------------- | ------------------------------------------ | ------------------- |
| E 29             |                   | Cologne                                 | Echternach       | Luxembourg - Sarrebruck - Sarreguemines    |                     |
| E 44             |                   | Giessen - Coblence - Trèves             | Wasserbillig     | Luxembourg - Charleville-Mézières - Amiens |                     |
| E 29             |                   | Strasbourg - Sarreguemines - Sarrebruck | Schengen         | Luxembourg - Cologne                       |                     |

### Points de passage ferroviaires
La seule ligne transfrontalière germano-luxembourgeoise est la ligne Luxembourg – Trèves (de), c'est-à-dire la ligne de Luxembourg à Wasserbillig-frontière et la ligne d'Ehrang-marchandises à Igel-frontière par Trèves-Ouest (de), desservant les gares-frontière luxembourgeoise de Wasserbillig et allemande d'Igel (de).